# Фругароло
Фругароло, Фруґароло (італ. Frugarolo, п'єм. Fruareu) — муніципалітет в Італії, у регіоні П'ємонт,  провінція Алессандрія.
Фругароло розташоване на відстані близько 450 км на північний захід від Рима, 85 км на схід від Турина, 10 км на південний схід від Алессандрії.
Населення — 1996 осіб (2014).
Щорічний фестиваль відбувається 29 липня. Покровитель — San Felice.

## Демографія
Населення за роками:

Станом на 1 січня 2023 року в муніципалітеті офіційно проживав 121 іноземець з 17 країн, серед них 60 громадян країн Євросоюзу та 3 громадяни України.

## Сусідні муніципалітети
- Алессандрія
- Боско-Маренго
- Казаль-Чермеллі
- Кастеллаццо-Борміда